# Federico Sanvitale

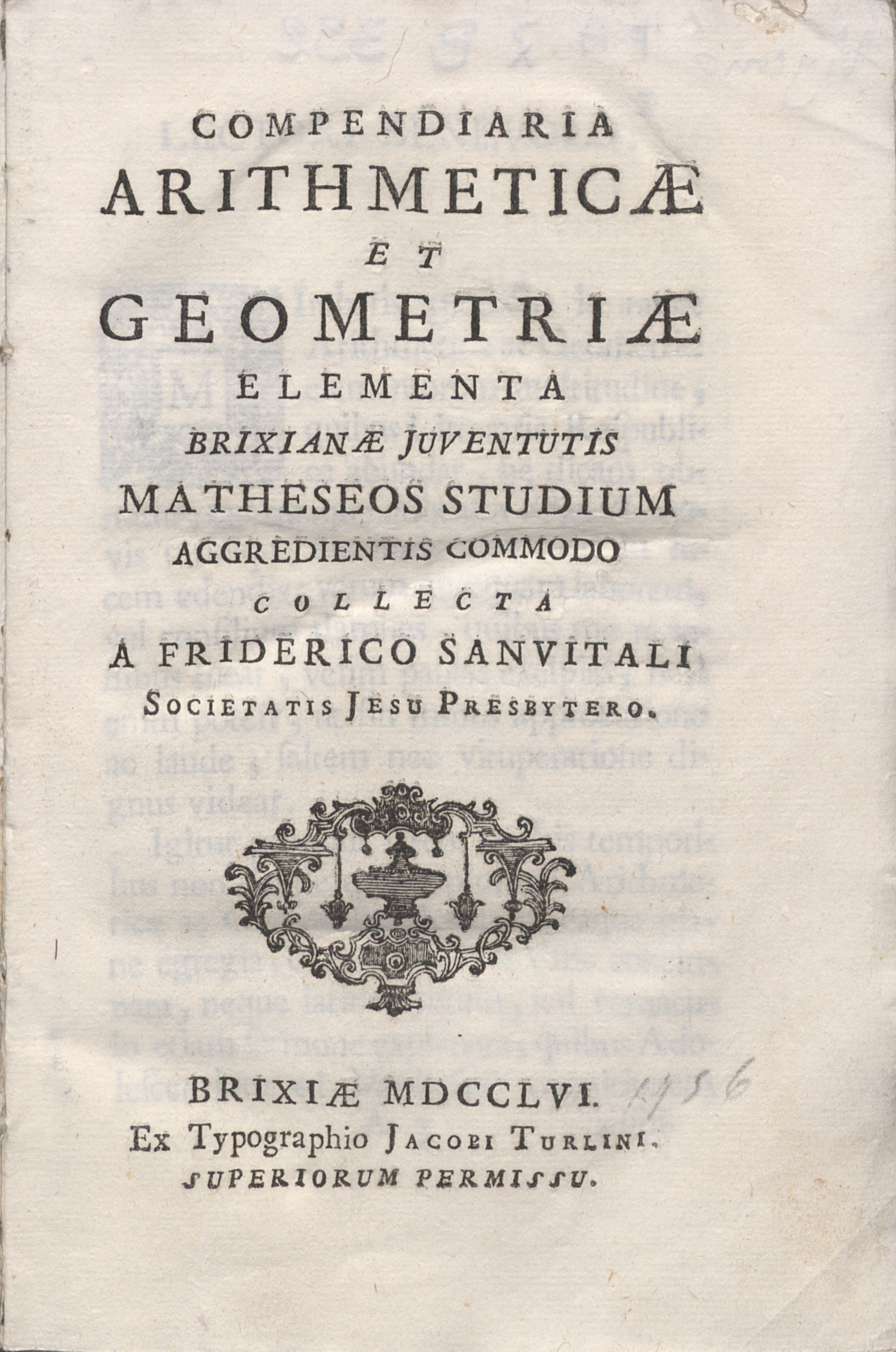
Compendiaria arithmeticae et geometriae elementa, 1756

Federico Sanvitale (Fontanellato, 19 maggio 1704 – Brescia, 8 dicembre 1761) è stato un matematico e gesuita italiano, che segnò un momento cruciale per il progresso della cultura scientifica bresciana.

## Biografia
Federico Sanvitale (o Sanvitali) nacque nel 1704 a Fontanellato, vicino Parma, secondo figlio maschio del conte di Fontanellato, Luigi III Sanvitali. Avviato dal padre alla carriera ecclesiastica nei gesuiti, giunse nel 1727 a Bologna per compiere gli studi collegiali e il noviziato. Già predisposto in famiglia a un sapere poliedrico, Sanvitale sviluppò a Bologna la capacità di approcciarsi a molteplici ambiti conoscitivi, appassionandosi in particolare alla matematica.
Ordinato sacerdote, stette in prelatura a Roma. Giunse quindi nel 1736 a Brescia, dove per venticinque anni, ovvero per il resto della sua vita, fu segretario di biblioteca e insegnante di teologia e matematica in due istituti della compagnia gesuita. Inseritosi con lo pseudonimo di Agius Biosimus nel circolo di Giammaria Mazzuchelli, Sanvitale si distinse con studi sugli argomenti più vari, tra cui la pirotecnica e l'idrostatica, con dissertazioni quali Sopra il passaggio degli uccelli nel 1754, Sopra l'origine, ed il progresso della civile architettura nel 1756, e l'anno successivo Sopra la maniera d'insegnar a parlare a coloro che, essendo nati sordi, sono ancor muti, attività che diedero una spinta importante alla cultura scientifica della città.
Le sue attività non si limitarono al contesto bresciano. Dal 1740 pubblicò vari studi matematici sulle riviste dell'erudito gesuita Francesco Antonio Zaccaria ed ebbe dibattiti epistolari su temi scientifici con intellettuali delle altre regioni italiane e stranieri. Degna di nota fu inoltre la sua attività letteraria e poetica, a cui si dedicò principalmente nell'ambito del circolo parmense, a cui Sanvitale aderì con lo pseudonimo di Arcesila Eacideo.

## Opere
- Orazione funebre per la morte di sua eminenza il signor cardinale Angelo Maria Querini, Brescia, Giuseppe Pasini, 1755.
- (LA) Compendiaria arithmeticae et geometriae elementa, Brescia, Giacomo Turlino, 1756.
- Elementi di architettura civile, Brescia, Giammaria Rizzardi, 1765.
- Sopra la maniera d'insegnare a parlare a coloro che essendo nati sordi, sono ancor muti, Siena, Tip. Cooperativa, 1911.